# Monastère Nea Moni de Chios
Le monastère Néa Moní de l’île grecque de Chios (grec moderne : Νέα Μονή Χίου / Néa Moní Chíou, « nouveau monastère de Chios ») est un édifice byzantin du XIe siècle inscrit sur la liste du patrimoine mondial de l’UNESCO depuis 1990. Le monastère est blotti sur les pentes orientales du mont Prováteion, dans une vallée étroite située à 11 km à l’ouest de la ville de Chios.

## La fondation impériale du monastère
La fondation du monastère Néa Moní remonte au XIe siècle, à l’époque de l’empereur Constantin IX Monomaque. Ce lieu emblématique de l’époque byzantine et du christianisme oriental doit sa fondation au pouvoir impérial, comme le démontrent les nombreuses chrysobulles entourant sa création. Dans les décennies précédant l'avènement sur le trône de Constantin IX et la construction de Néa Moní, probablement sous le règne de l’empereur Michel IV (1034-1041), il se produisit un événement qui allait donner un caractère sacré à l’emplacement de l’actuel monastère. 
La légende raconte, selon ce que rapporte l’abbé Nikophoros en 1804, que trois moines ayant trouvé refuge sur le mont Prováteion afin d’y vivre en retrait, auraient aperçu pendant la nuit, une lumière scintillante au bas de la montagne. Le lendemain, ils s’y rendirent et mirent le feu au bosquet prétextant que si l’endroit où ils aperçurent la lumière demeurerait indemne, il s’agirait d’un signe de Dieu tout comme l’avait été le buisson ardent que Moïse aperçut. Leur pressentiment fut confirmé puisqu’ils trouvèrent une icône de la Vierge Marie qui pendait à une branche du buisson de myrthe qui n'avait pas été consumé par les flammes. Les moines construisirent une chapelle à l’endroit de la découverte.
L’histoire de Néa Moní raconte par ailleurs que les moines de Chios auraient rendu visite à Constantin Monomaque qui se trouvait en exil sur l’île voisine de Lesbos. Lesdits moines auraient fait part de la prophétie selon laquelle son exil prendrait fin et qu'il pourrait rejoindre Constantinople pour y être couronné empereur. Les moines sollicitèrent dans le même temps son aide afin d’ériger un monument à la gloire de la Vierge si leur prophétie s’avérait vraie. Devenu empereur, Constantin tint la promesse faite aux moines après les avoir reçus à Constantinople. L’historien Henry Maguire (en) qualifie ainsi la construction de Néa Moní de mélange « d’intérêts impériaux et de patronage ».

## Christianisme oriental et monachisme
Bien que l’on ait attribué initialement sa fondation à des motifs mystiques, on doit néanmoins s’intéresser à l’expansion du monachisme byzantin pour bien saisir les raisons qui sous-tendent la construction de Néa Moní. Au courant des VIIIe et IXe siècles survient une crise au sein du christianisme oriental qui a pour effet de remettre en cause le culte des icônes. Ce courant que l’on appelle iconoclasme devient alors la politique officielle de l’Église byzantine que les empereurs veillent à mettre en application. Seuls les moines n’y adhèrent pas et demeurent iconodules. 
Avant la période iconoclaste, le monachisme avait été plutôt marginal dans l’Église. Mais avec l’avènement de l’iconoclasme, le monachisme se transforme et s’organise. L’historien Alain Ducellier écrit au sujet du monachisme de l'époque : «… les moines jusqu’ici totalement étrangers à la gestion des biens matériels, parfois richement dotés, surtout depuis l’iconoclasme, mais incapables de gérer des biens qui restaient à l’abandon, deviennent au tournant du XIe et du XIIe siècles, d’excellents gestionnaires ». La construction de Néa Moní traduit en quelque sorte l'expansion du monachisme oriental après la victoire des iconodules sur l'iconoclasme.

## Histoire récente

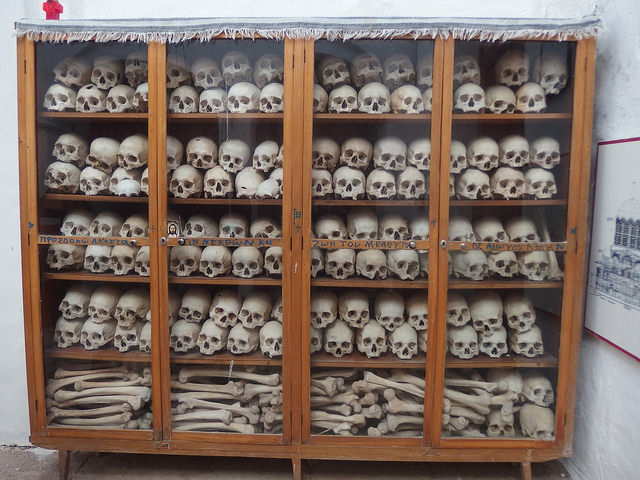
Nea Moni

Au cours du massacre de Chios, en 1822, le monastère ceinturé de murailles servit de refuge à près de 2 000 personnes, qui furent massacrées lorsque les Ottomans s'en emparèrent. Les assaillants détruisirent les murailles et mirent le feu au monastère, embrasant notamment le templon et les autres éléments en bois du catholicon. En 1881, le lieu fut victime d'une nouvelle catastrophe, un violent séisme provoquant l’effondrement de nombreux bâtiments, dont le dôme du catholicon, le clocher et les cellules des moines.

## Description des bâtiments

### Le catholicon

#### Architecture générale

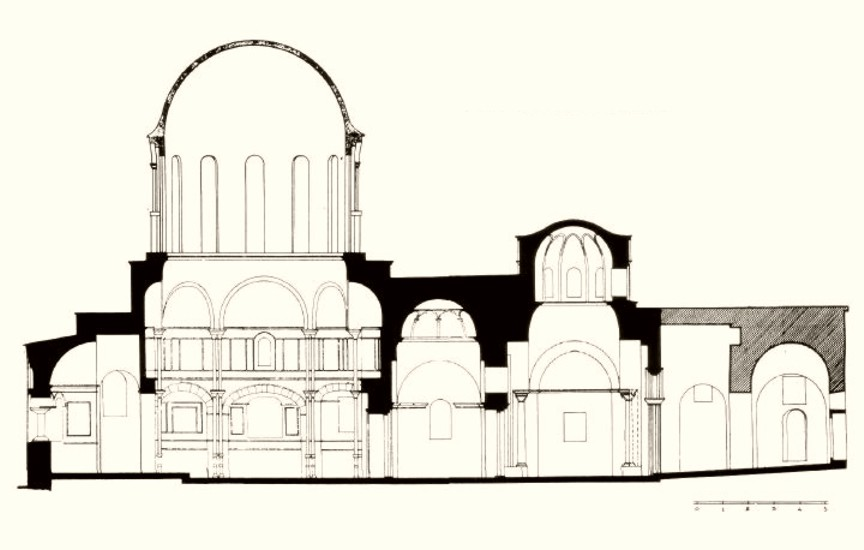
Vue en coupe du catholicon. De gauche à droite : le sanctuaire, le naos, le narthex intérieur, le narthex extérieur et l'ajout moderne liant l'édifice au clocher.

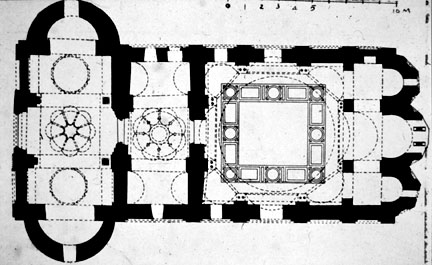
Plan du catholicon. De gauche à droite : le narthex extérieur, le narthex inférieur, le naos et le sanctuaire.

L’architecture byzantine du catholicon est caractéristique de la période dite de « renaissance macédonienne ». La forme générale est celle de la croix inscrite, axée autour d'un naos couronné par un dôme. Précédant le naos, à l'ouest, le narthex est divisé en deux espaces distincts, le narthex intérieur (ou esonarthex) et le narthex extérieur (ou exonarthex). Ce dernier est surmonté de trois petits dômes. À l'est du naos, séparé autrefois par un templon et de nos jours par une iconostase, figure le sanctuaire (ou bêma). L'abside centrale du sanctuaire est flanquée de deux absidioles. Au nord figure la prothesis, autrement appelée chapelle de proscomidie ou de prothèse, servant à la préparation des Saints Dons. Au sud, la diakonikon tient lieu de sacristie depuis la période iconoclaste de l’Empire byzantin. À noter que l'entrée se fait aujourd'hui par une extension moderne couvrant l'espace entre l'église et le clocher, celui-ci ayant été reconstruit en 1900 sur les ruines de l'ancienne structure datant de 1512.

#### Phases de construction
L'édifice initial était composé du sanctuaire, du naos et du narthex intérieur. Un exonarthex fut probablement ajouté peu après les constructions originelles, sous forme de portique rectangulaire reposant sur des colonnes en marbre. Lors d'aménagements ultérieurs, deux absides sont créées au nord et au sud du narthex extérieur désormais clos, ainsi qu'un prolongement ouvert menant au clocher. Des interventions post-byzantines conduisirent à la fermeture de la galerie reliant le clocher au narthex extérieur et à la consolidation de ce dernier par des pilastres.

#### Matériaux
La maçonnerie du catholicon est principalement composée de briques et de joints lisses en mortier. Pierres poreuses et marbre constituent également certaines parties des murs d'origine de l'édifice, tandis que des éléments métalliques ont été introduits à la suite des travaux de restauration datant du XIXe siècle. Les mosaïques sont constituées de tesselles – des petits morceaux de pierre et de métaux – provenant de marbre, de calcaire mais aussi de métaux précieux comme l’or. En outre, des relevés archéologiques conduits au début des années 2000 ont dévoilé le sol en marbre originel dans des portions de l'abside centrale et du diakonikon.

#### Singularités et influences architecturales
L’une des particularités architecturales du catholicon de Néa Moní, soulevée entre autres par Charálambos Boúras (en), est la transition entre le dôme de forme octogonale et sa base de forme carrée. Ce type de construction, audacieux compte tenu des moyens de l’époque, rapproche le catholicon de Néa Moní de celui des monastères d'Ósios Loukás et de Daphní, qui présentent un dôme octogonal reposant sur huit piliers alignés en carré. Selon Charálambos Boúras, le dôme de Néa Moní s’inscrirait dans un contexte de renaissance de l’architecture chrétienne primitive à l’époque du règne de Constantin IX et s’inspirerait du mausolée de Constantin de l’église des Saint-Apôtres de Constantinople construite au IVe siècle.
Boúras émet également une hypothèse selon laquelle la forme quadratique de la base de la voûte serait due aux besoins particuliers de la liturgie d’une église monastique. Cette hypothèse a cependant été mise en doute par Robert Ousterhout qui voit dans la forme octogonale du dôme et la transition vers une base carrée une influence de l’architecture arabe, comme le démontrent plusieurs édifices du XIe siècle dans les régions d’Assouan et d’Alep. La présence de nombreuses ambassades entre le monde byzantin et le monde arabe aurait permis certains contacts et, par la même, l’échange de savoirs en matière d’architecture.
En outre, si le catholicon de Néa Moní n’est pas l’unique église monastique à disposer d’un tel dôme octogonal, il doit son originalité à l’organisation de l’espace intérieur et à la proportion particulièrement faible de la hauteur du sanctuaire par rapport à celle du dôme.

### Les autres bâtiments
Outre le catholicon, le complexe monastique comprend, au sein de l'enceinte défendue par une tour à l'angle nord-ouest, deux petites églises dédiées à la sainte Croix et à saint Pantaléon. Un réfectoire et une citerne du XIe siècle, une salle de réception, ainsi que des cellules monastiques en partie endommagées par le séisme de 1881 subsistent également à l'intérieur des murailles reconstruites au XIXe siècle. L'ancien réfectoire et une cellule restaurée à l'ouest du catholicon fonctionnent aujourd'hui comme espaces d'exposition pour les reliques et certains éléments architecturaux du monastère. Enfin, à 100 m au sud-ouest de l'enceinte, une petite église consacrée à saint Luc fut érigée à proximité du cimetière monacal.

## Les mosaïques du catholicon de Néa Moní
L’une des particularités de Néa Moní est, sans nul doute, les mosaïques du catholicon. Leur confection prenait un temps considérable et leur coût s’avérait tout aussi élevé. Il ne fait donc pas de doute que la construction d'un tel monument ait impliqué la participation du pouvoir impérial et patriarcal.

### Les grands principes de l'iconographie ecclésiale
Bien qu'ayant certaines particularités qui lui sont propres, les mosaïques de Néa Moní s’inscrivent dans une période d’essor de l’art byzantin, entre les Xe  et  XIIe siècles, correspondant à une période où l’empire byzantin cumule victoires et prospérité. L’historien Louis Bréhier écrit au sujet de cette époque : « Jamais les empereurs et les particuliers n’avaient disposé de telles richesses, jamais les fondations n’atteignirent un pareil luxe, jamais l’autorité impériale n’avait joui d’un tel prestige. L’art de la mosaïque, cette tapisserie brillante, tendue pour l’éternité, s’est renouvelé ». 
L’art que l’on retrouve dans les monastères byzantins comme Néa Moní traduit la grande influence de l’art que l’on retrouve à Constantinople. Par ailleurs, les mosaïques de Néa Moní révèlent avec clarté l’existence de principes de base régissant l’iconographie après la victoire de l’orthodoxie sur l’iconoclasme des VIIIe  et  IXe siècles. Selon les principes en question, il s’agissait de reproduire à l’intérieur de l’église, le symbolisme cosmologique de l’univers. Le premier principe de base est la présence du Christ Pantocrator au sommet de la coupole représentant ainsi la figure de souverain de l’univers. Selon le second principe, le décor de l’église doit respecter le calendrier des fêtes liturgiques ; c’est-à-dire selon leur importance et le moment auquel elles surviennent dans le temps. Il y a donc une hiérarchie des personnages qui sont disposés de manière verticale : les moins importants au bas de l’église et les plus importants plus haut, près du Pantocrator. Il faut également ajouter que l’importance hiérarchique des représentations dans l’église est conditionnée par la littérature exégétique et les événements les plus marquants de la vie du Christ. À ces principes guidant l’iconographie des églises byzantines au XIe siècle, s’ajoutent deux concepts importants. Le premier est l’incarnation et la vie du Dieu-homme sur terre comme étant une condition essentielle à la réalisation de la divine providence et du salut de l’humanité. Le second est la gloire du Pantocrator, souverain de l’univers et juge, qui symbolise en quelque sorte son retour, soit l’accomplissement de la divine providence.

### Décomposition thématique et artistique de l'iconographie
Au total, le catholicon était décoré de 97 compositions de mosaïque. Seules 59 d'entre elles ont survécu de nos jours, dont 16 dans le naos et le sanctuaire, 43 dans le narthex intérieur, tandis que le narthex extérieur est presque entièrement dépourvu d'ornementation de nos jours. Des traces de fresques ont toutefois été révélées dans l'exonarthex par les campagnes de restauration.

#### Les mosaïques du sanctuaire
À l'arrière de l'iconostase, le cul-de-four de l'abside met en scène l'Orante, représentation iconographique de la Mère de Dieu avec les mains levées et tendues. La frange supérieure ayant été endommagée, le visage et une partie des doigts de la Vierge ne sont plus visibles de nos jours. Sur le cul-de-four de l'absidiole nord du sanctuaire est représentée une demi-figure de l'archange Michel, tandis que l'absidiole sud est décorée d'une demi-figure illustrant l'archange Gabriel.

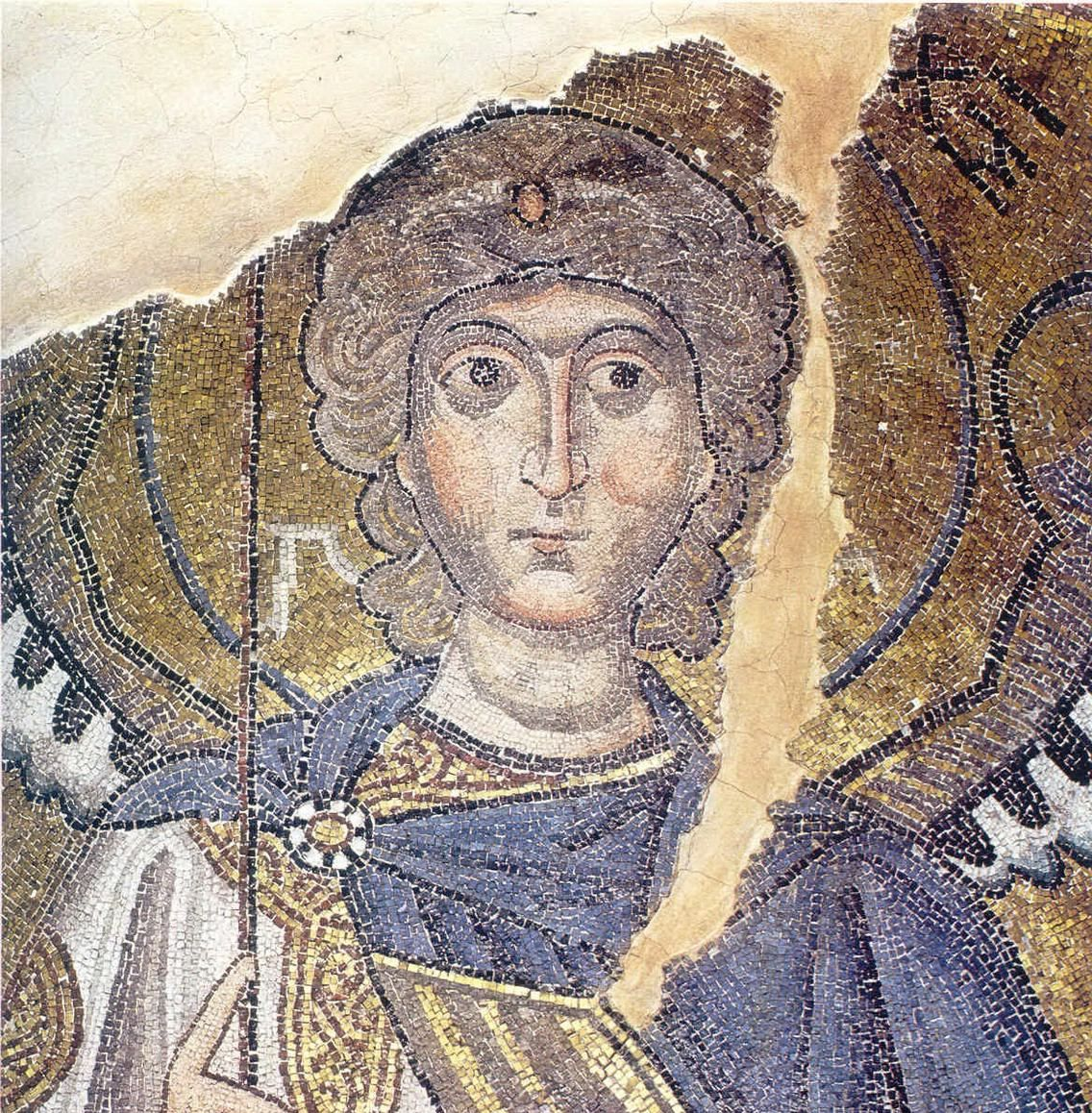
L'archange Michel
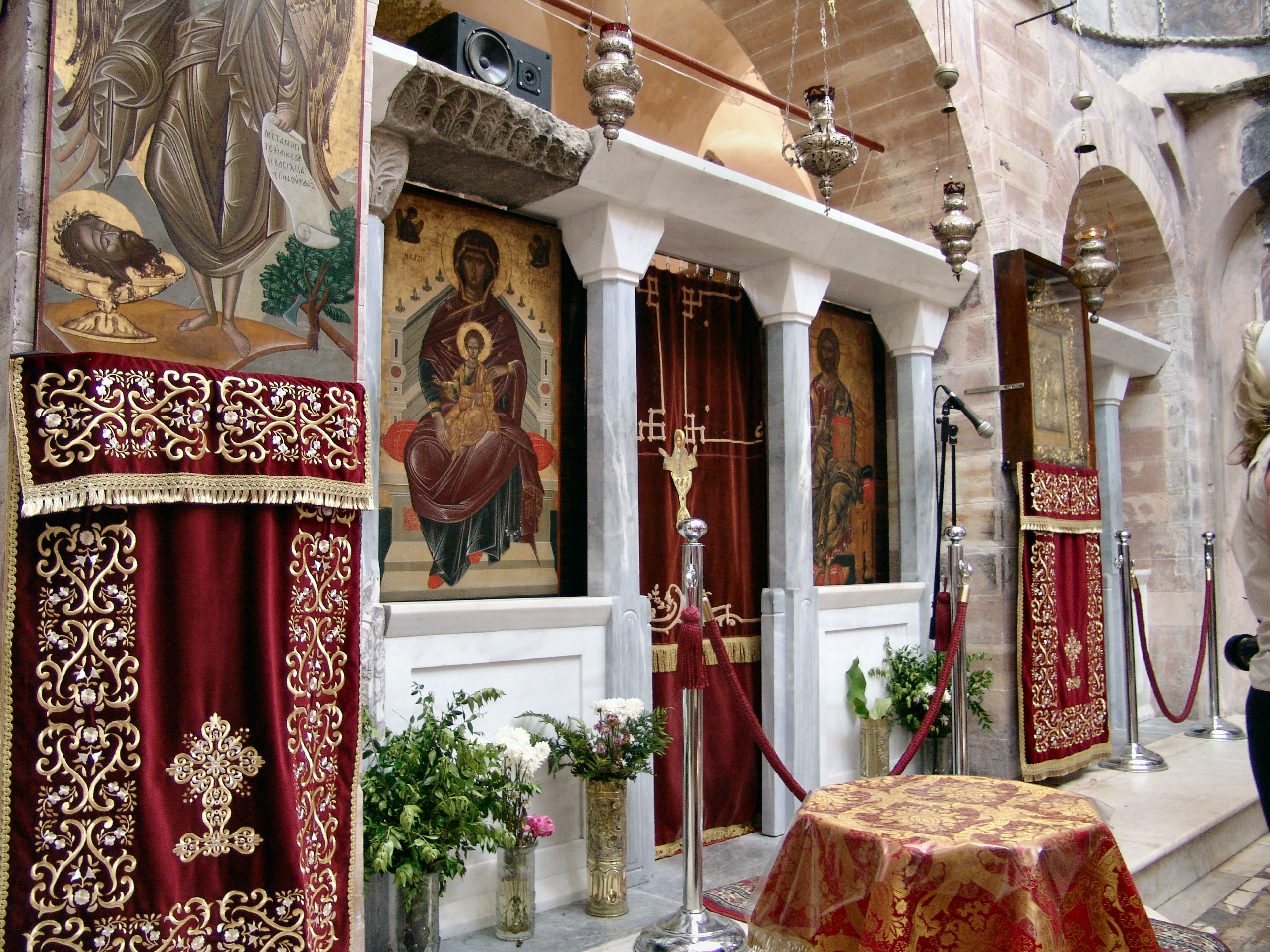
L'iconostase
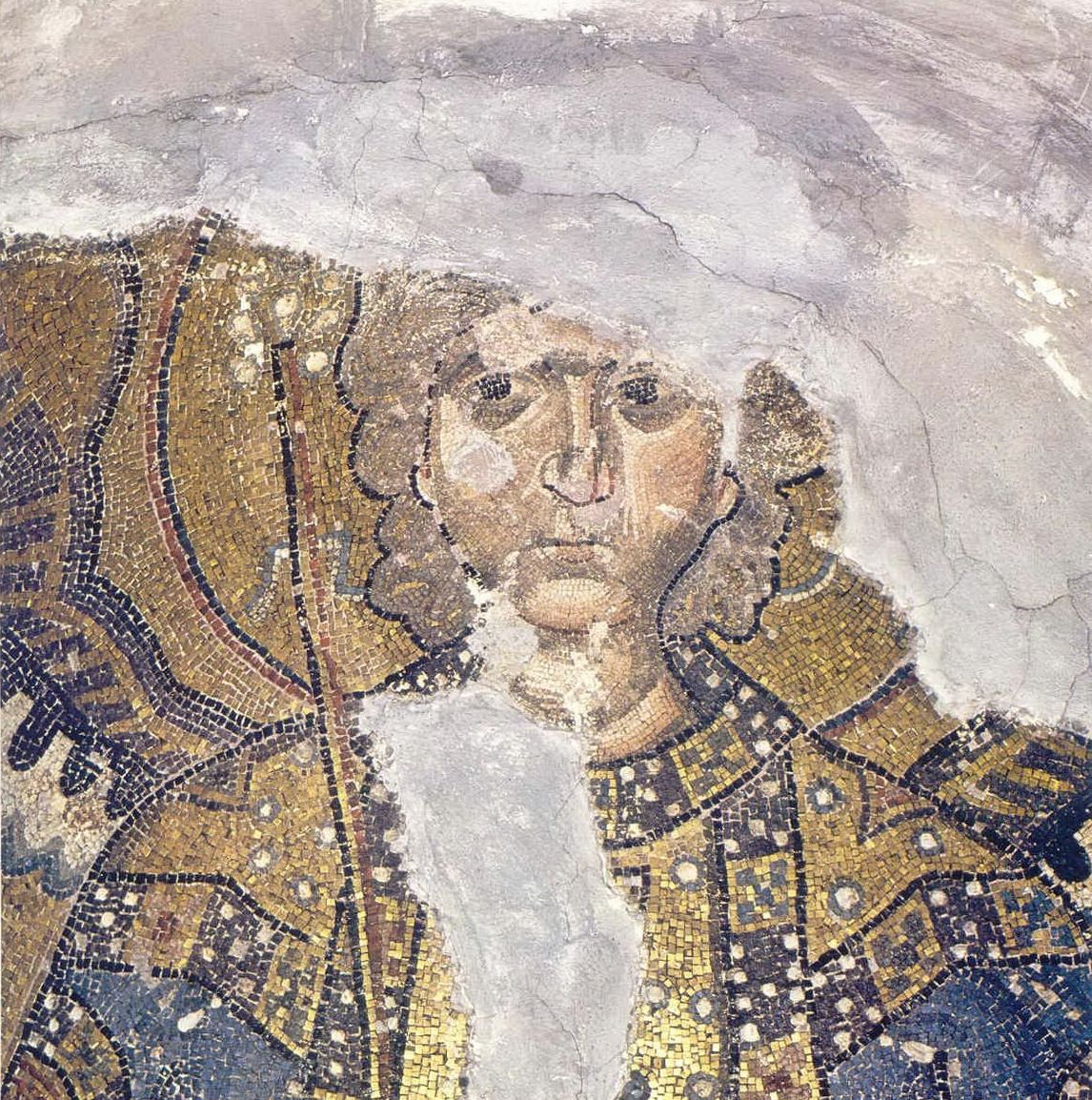
L'archange Gabriel

#### Les mosaïques du naos
La coupole originelle, reconstruite au XIXe siècle sans aucune ornementation, était décorée d'une mosaïque du Christ Pantocrator potentiellement entouré d'anges. Sur le tambour du dôme sont visibles des séraphins ainsi que les représentations des évangélistes Luc, Marc et Matthieu.
Les mosaïques subsistantes dans les conques principales du naos dépeignent les scènes de la vie du Christ suivantes :
- Dans la conque ouest, au dessus de la porte reliant le narthex intérieur au naos, se trouve la Crucifixion. Le Christ est un homme mort dont le corps est légèrement incurvé[23]. Le corps de Jésus et les anges planant au sommet sont aujourd'hui presque complètement détruits. Sur la gauche se trouvent la Mère de Dieu et deux femmes en deuil, tandis qu'à droite du Christ se tiennent Jean le théologien et Longin le Centurion.
- Dans la conque située au nord est figurée la Descente aux Enfers. Au centre de la composition, Jésus portant la croix et brisant les portes des Enfers tend une main secourable à Adam, Ève, Jean le Baptiste et sept autres personnages se levant du tombeau. Sur la gauche, Salomon et David se lèvent également de la tombe devant cinq autres personnages inconnus.
- La conque sud, en très bon état de conservation, dépeint le Baptême du Christ. La composition comprend Jésus dans un halo baptismal, Jean le Baptiste précédant plusieurs personnages à sa gauche et deux anges sur la droite.
- La scène de la conque située à l'est, au dessus des Saintes Portes de l'iconostase, représente la Nativité du Christ. La mosaïque fut entièrement détruite par le tremblement de terre de 1881[24].

D'autres scènes de la vie du Christ, dans un état de conservation globalement inférieur aux mosaïques des conques principales, sont représentées sur les trompes qui soutiennent le dôme. Il s'agit de l'Annonciation, de la Présentation de Jésus au Temple, de la Transfiguration et de la Descente de Croix.

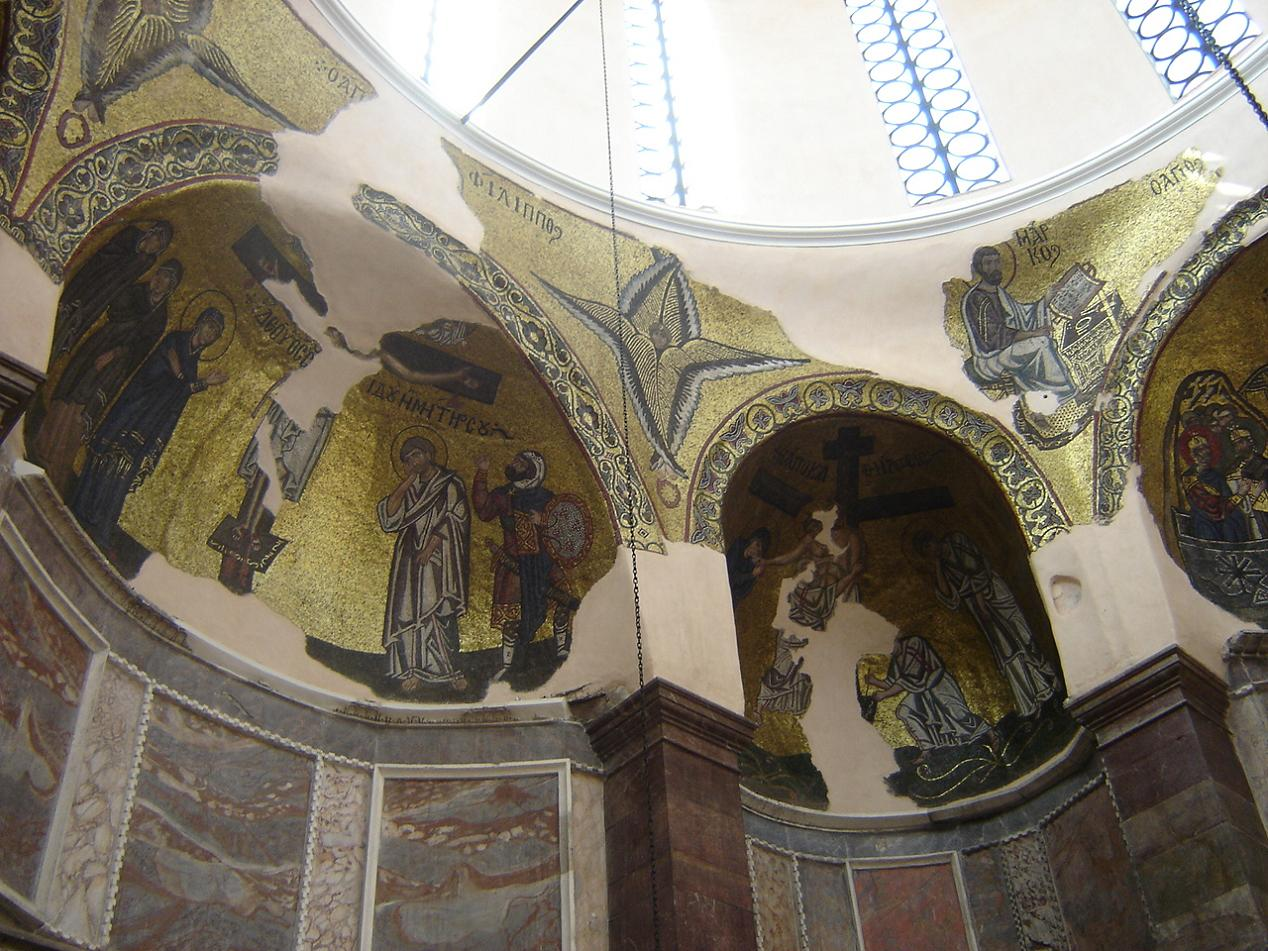
Vue des mosaïques du naos
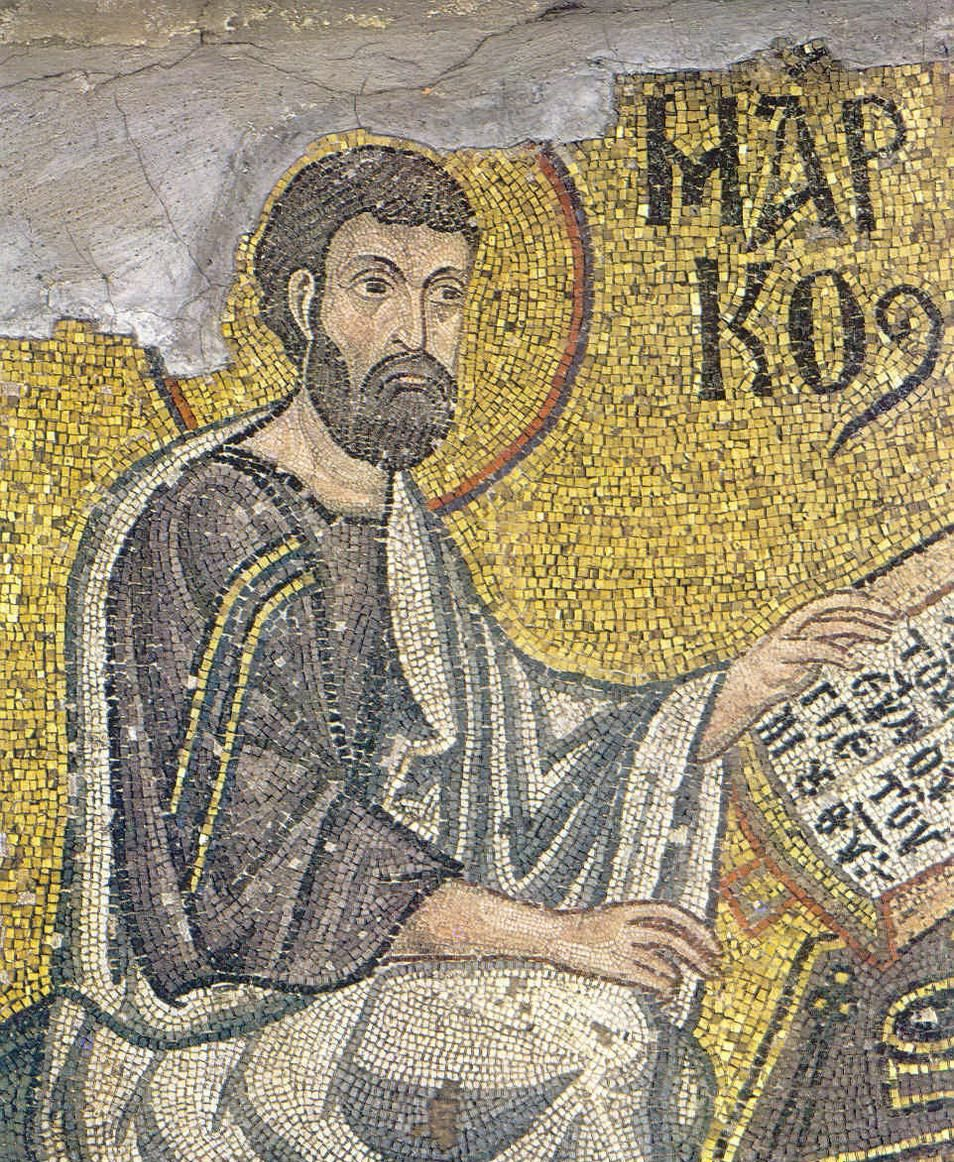
L'apôtre Marc
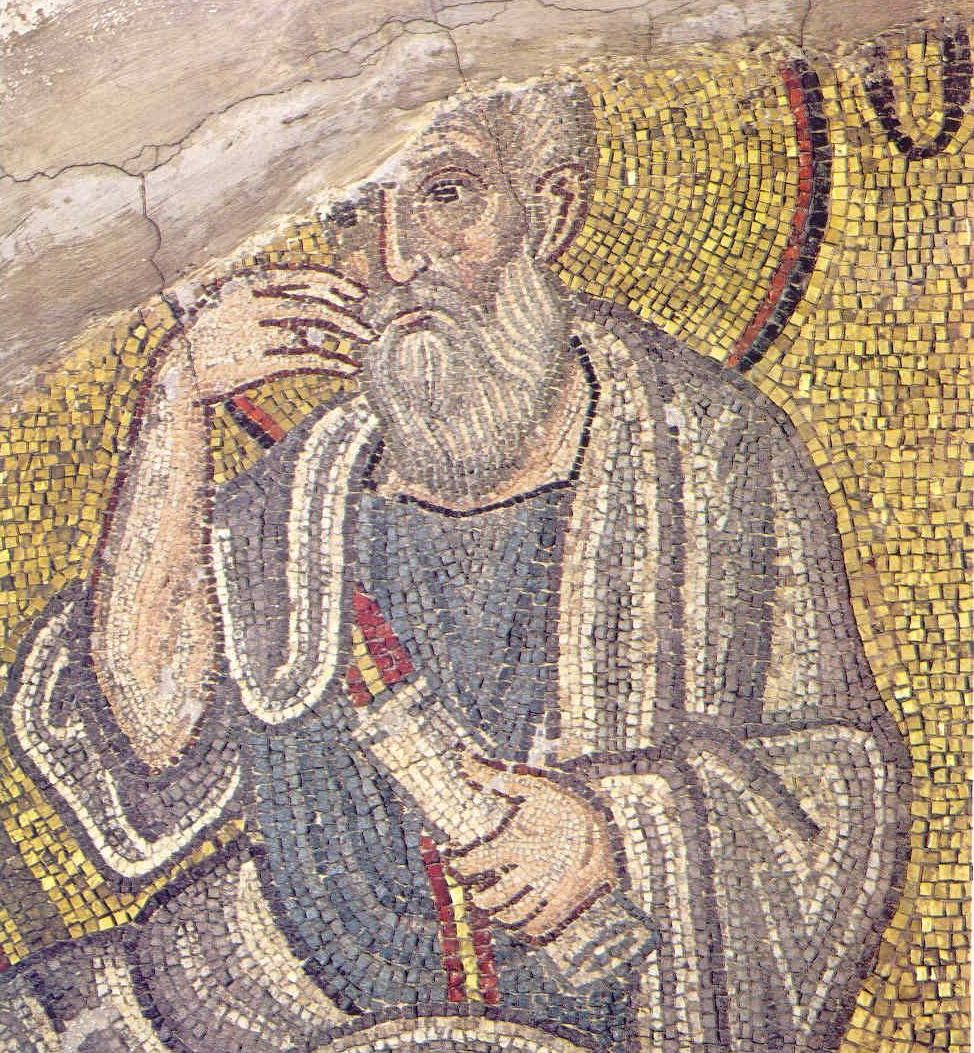
L'apôtre Matthieu
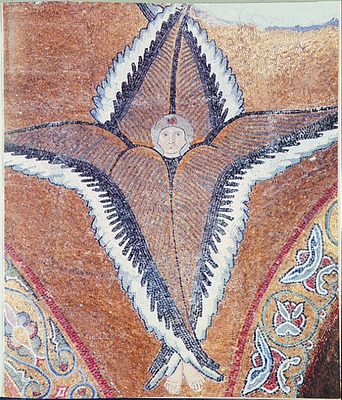
Séraphin
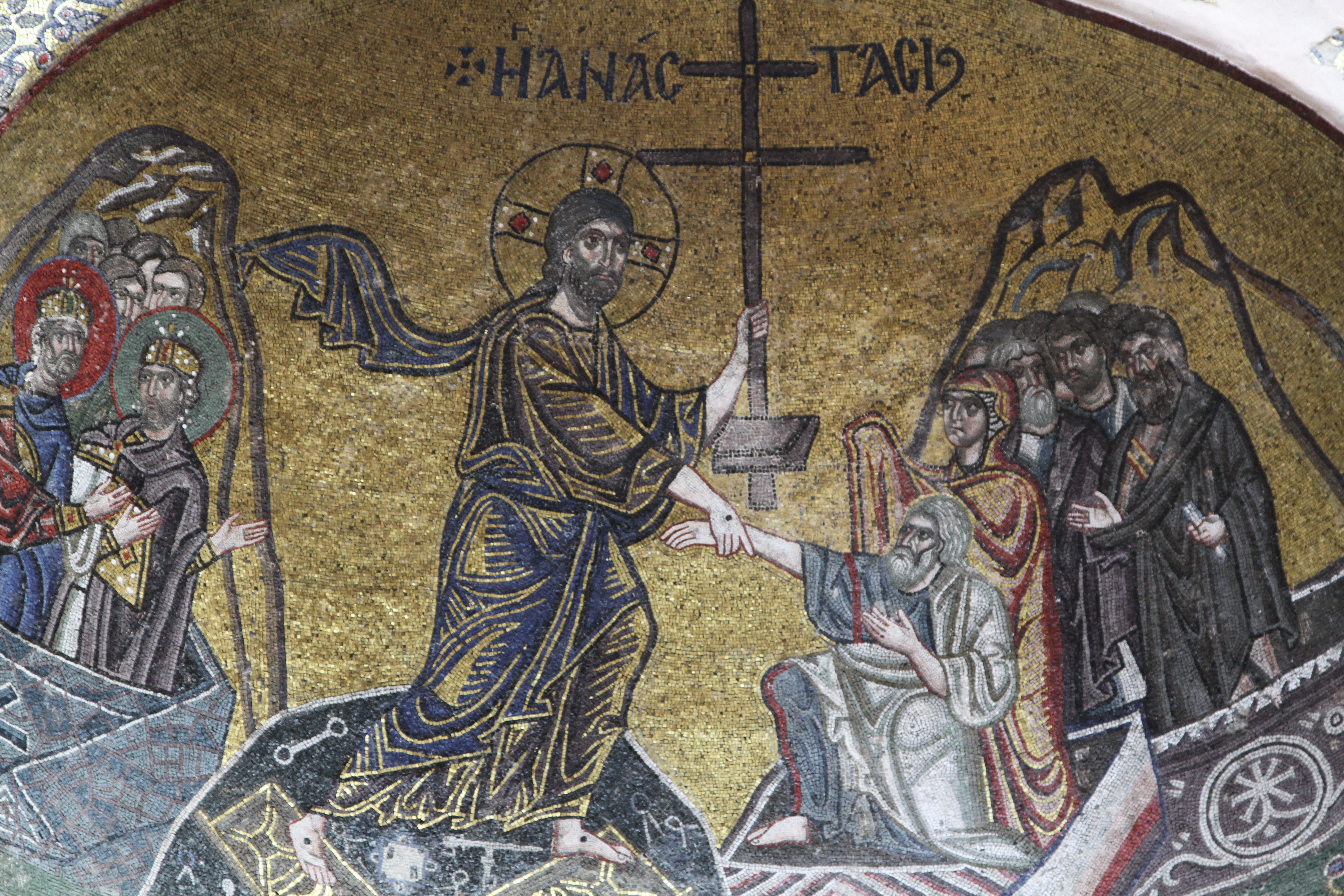
La Descente aux Enfers
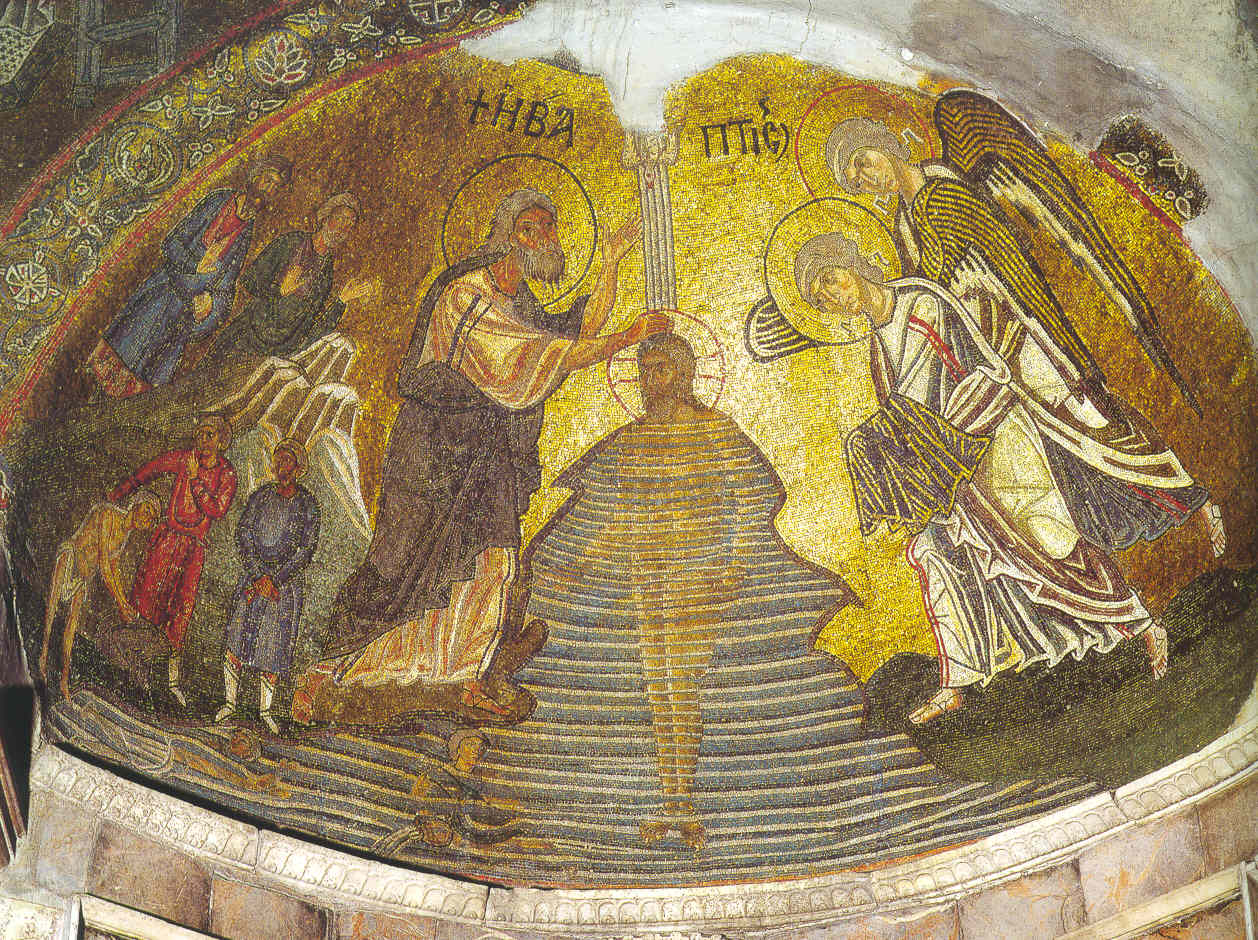
Le baptême du Christ
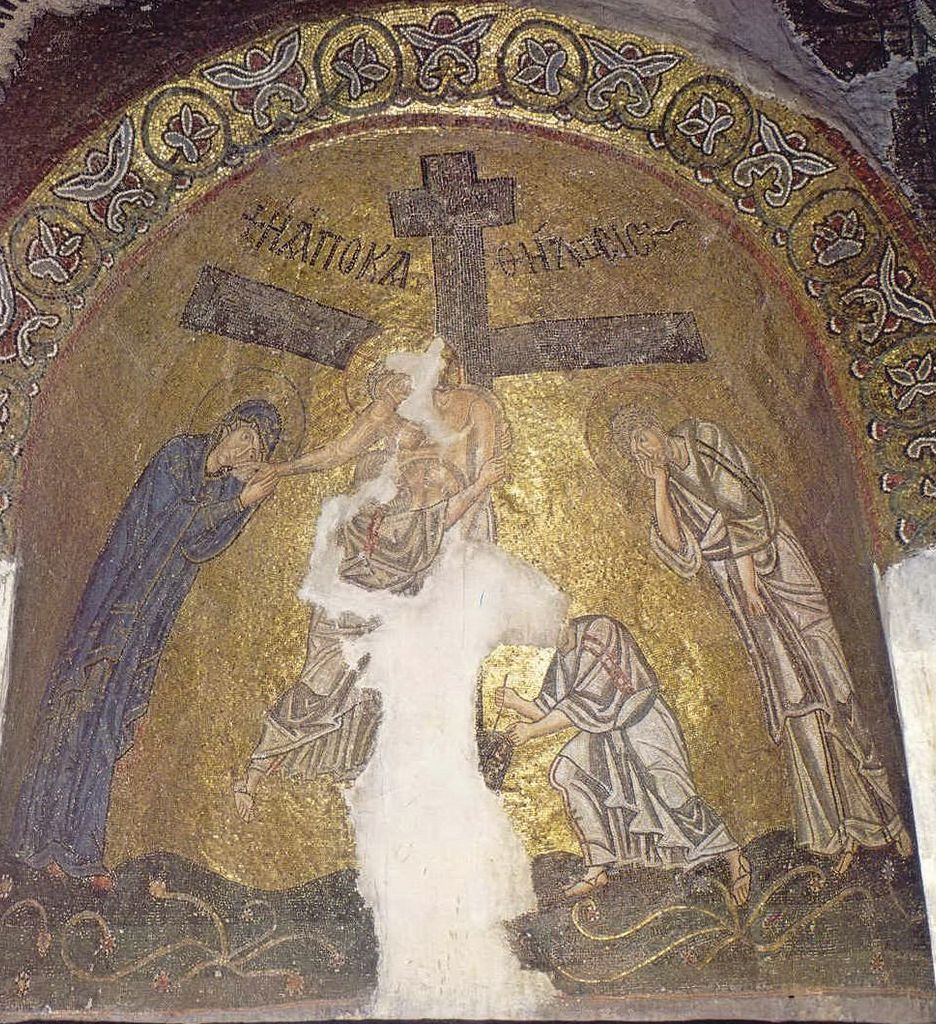
La descente de Croix

#### Les mosaïques du narthex intérieur
Le narthex intérieur possède une coupole au centre de laquelle se trouve l'image de la Vierge, bien que celle-ci soit fortement endommagée de nos jours. Sous la coupole, des médaillons chaînés représentant des saints sont placés sur le soffite des voûtes. Les mosaïques des murs du narthex intérieur dépeignent quant à eux la Résurrection de Lazare, l'Entrée de Jésus à Jérusalem, le Lavement des pieds, l'Agonie dans le Jardin des Oliviers, le Baiser de Judas, l'Ascension et la Descente du Saint-Esprit.

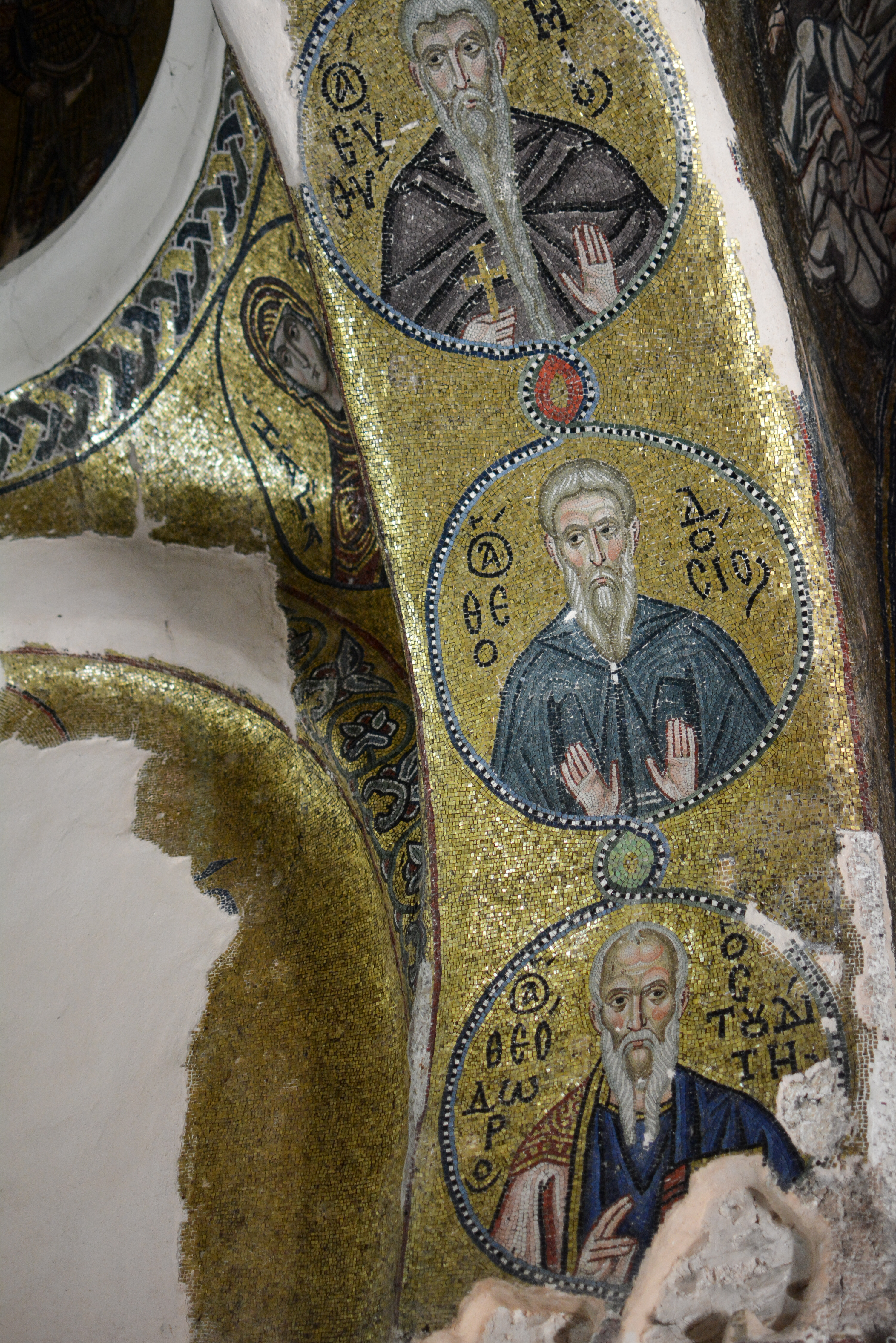
Médaillons sur les voûtes
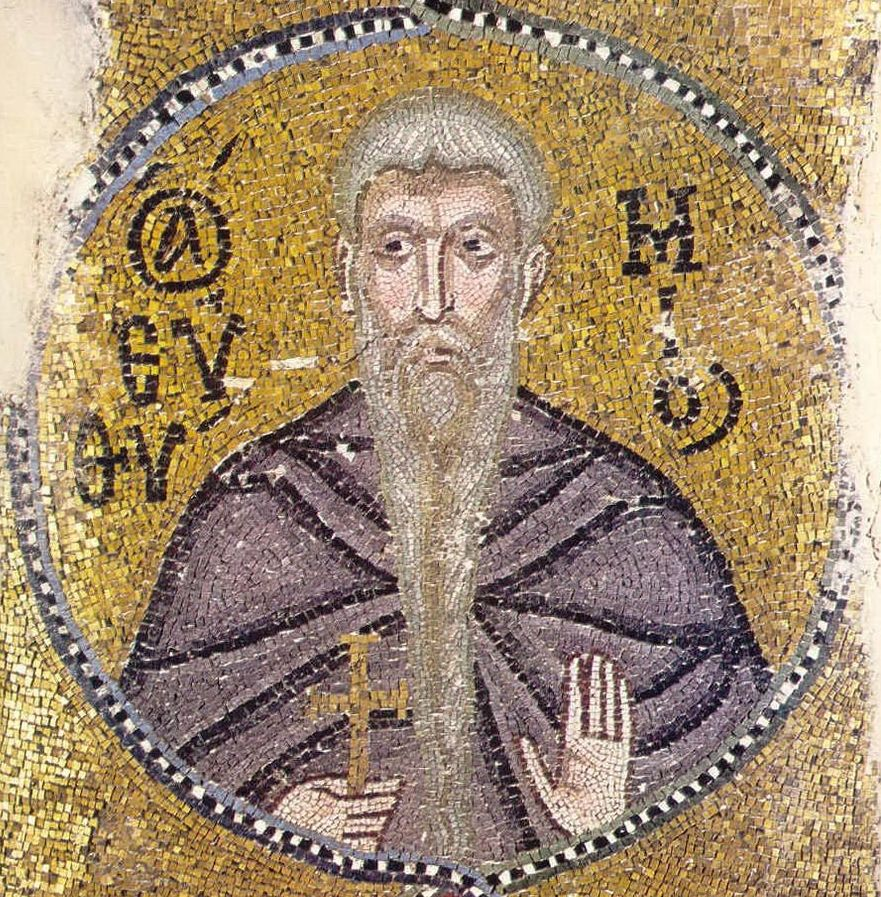
Saint Euthyme le Grand
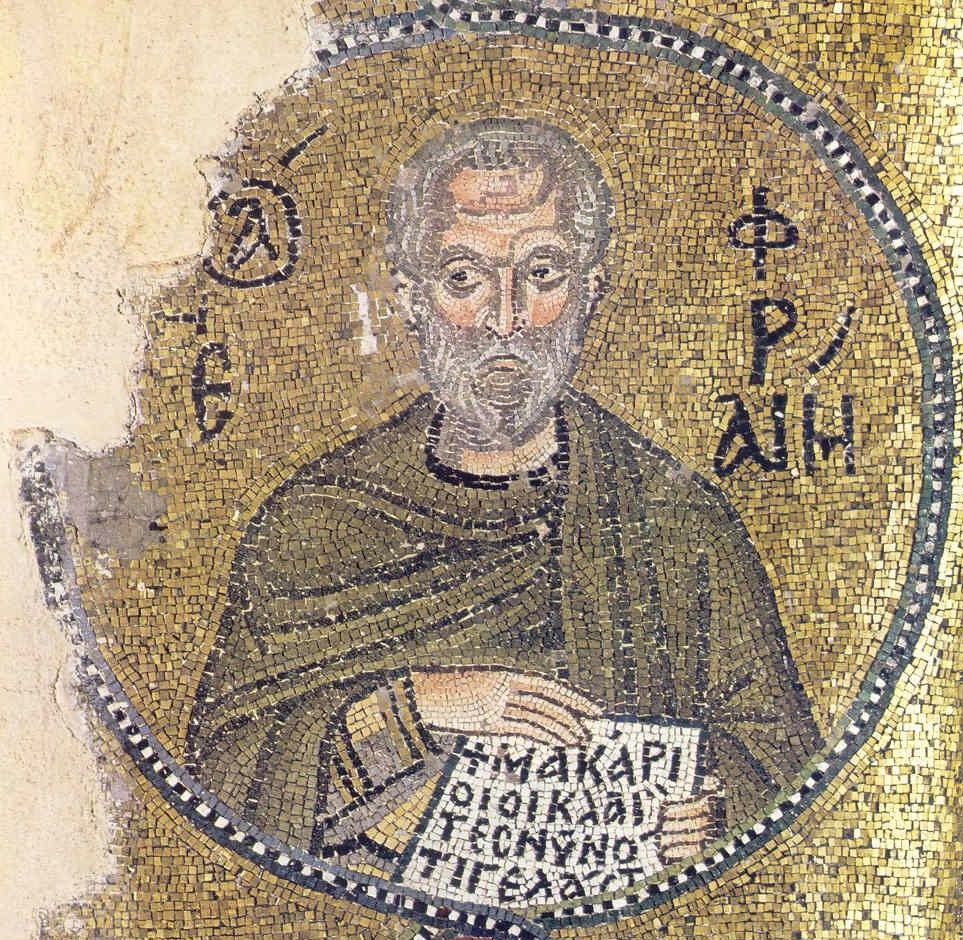
Saint Éphrem le Syrien
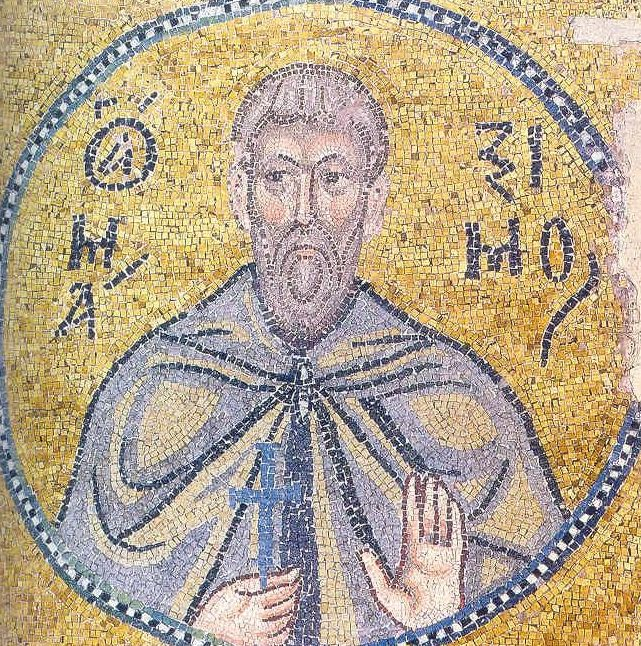
Saint Maxime le Confesseur
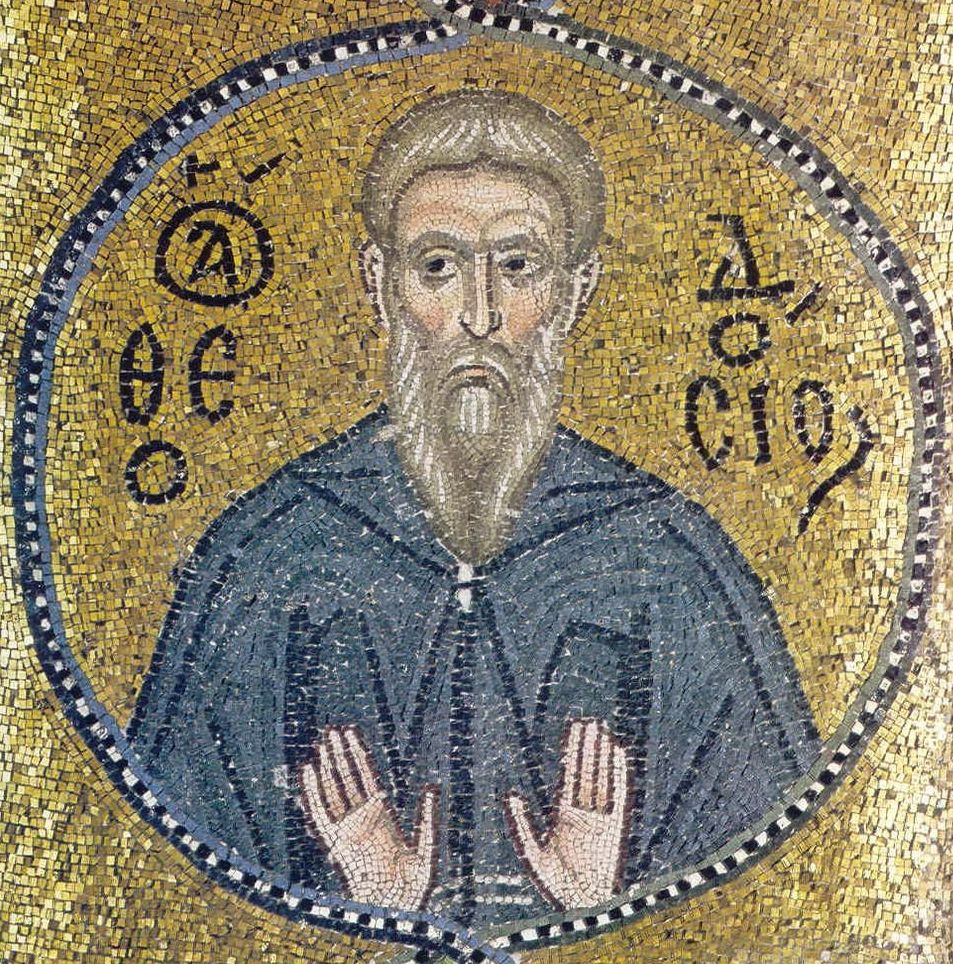
Saint Théodose le Cénobiarque
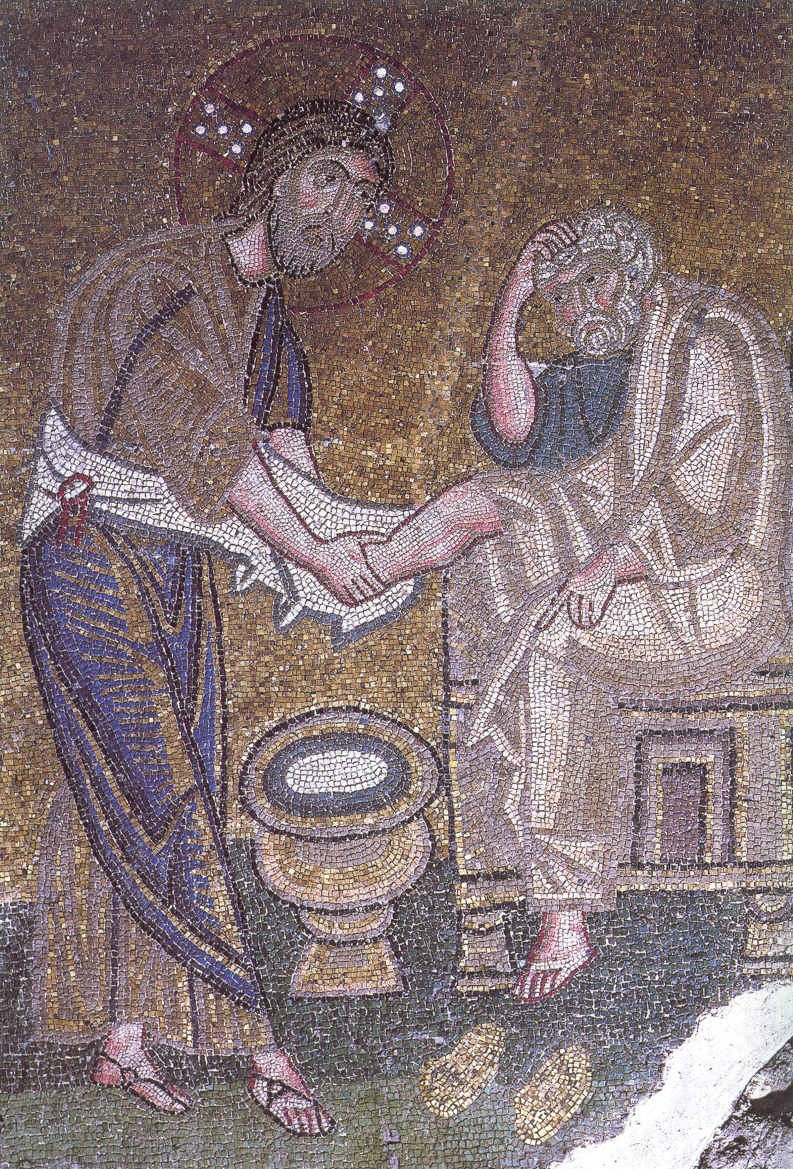
Le Lavement des pieds
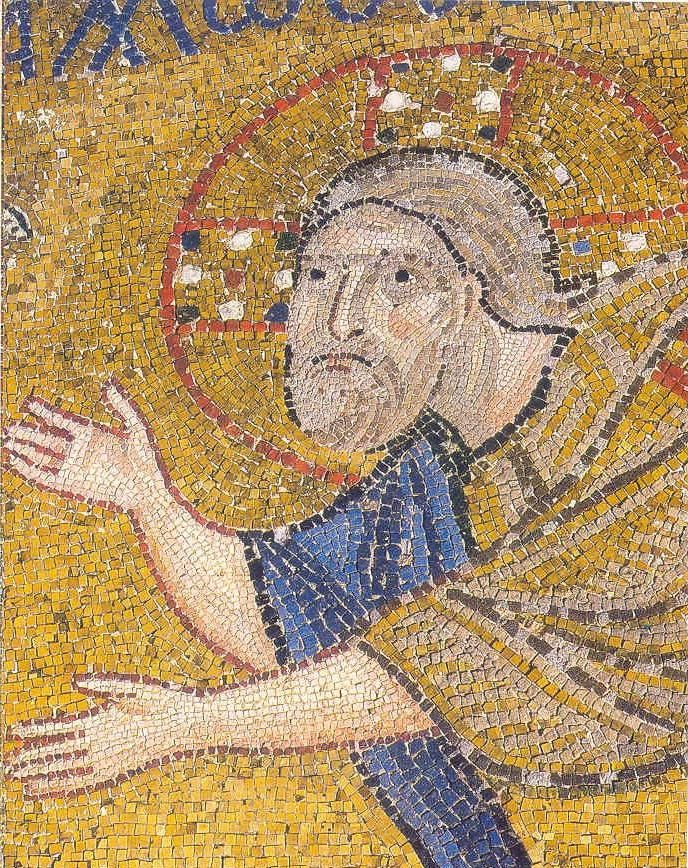
L'Agonie dans le jardin des oliviers, visage du Christ
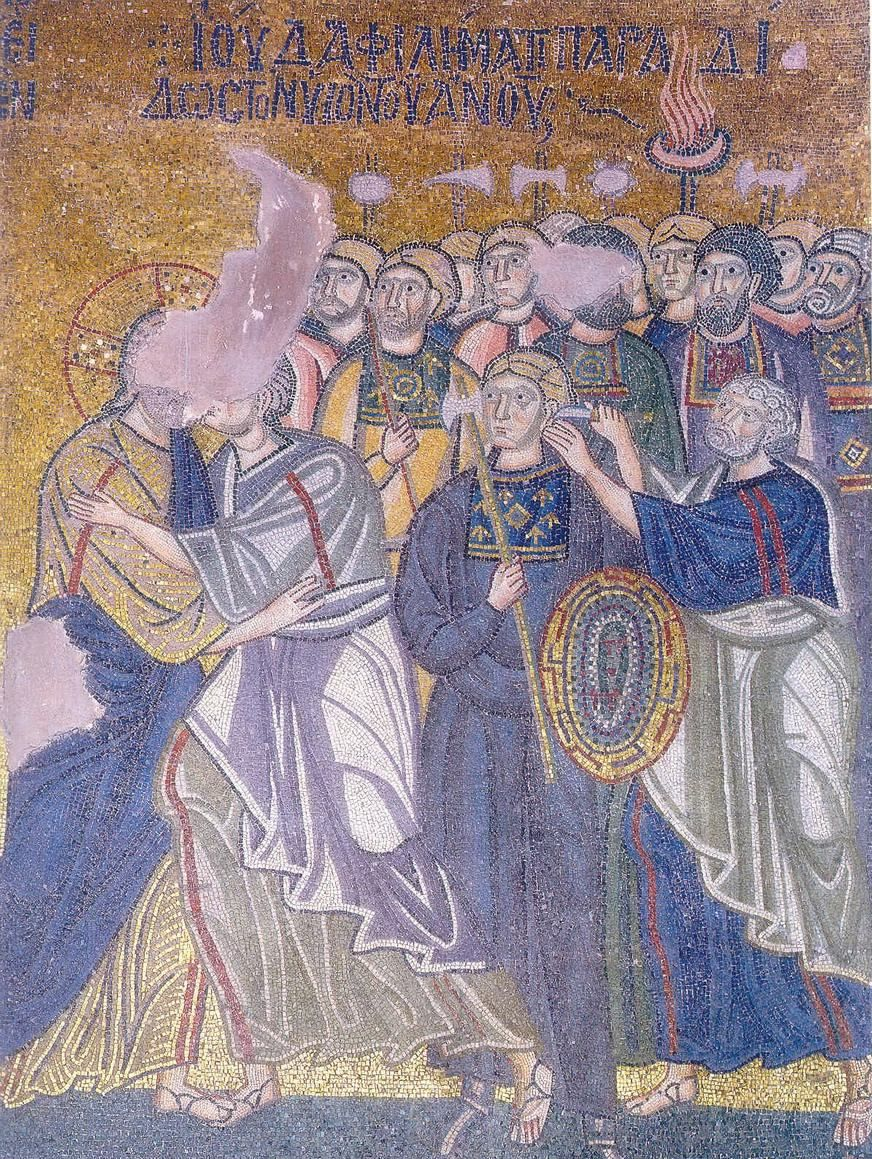
Le Baiser de Judas